# Stephen Dixon
Stephen Dixon (* 7. September 1985 in Halifax, Nova Scotia) ist ein kanadischer Eishockeyspieler, der seit Juni 2022 bei den Glasgow Clan aus der Elite Ice Hockey League unter Vertrag steht und dort auf der Position des Centers spielt. Zuvor war Dixon unter anderem in der Kontinentalen Hockey-Liga (KHL), Svenska Hockeyligan (SHL), Deutschen Eishockey Liga (DEL) und finnischen Liiga aktiv.

## Karriere

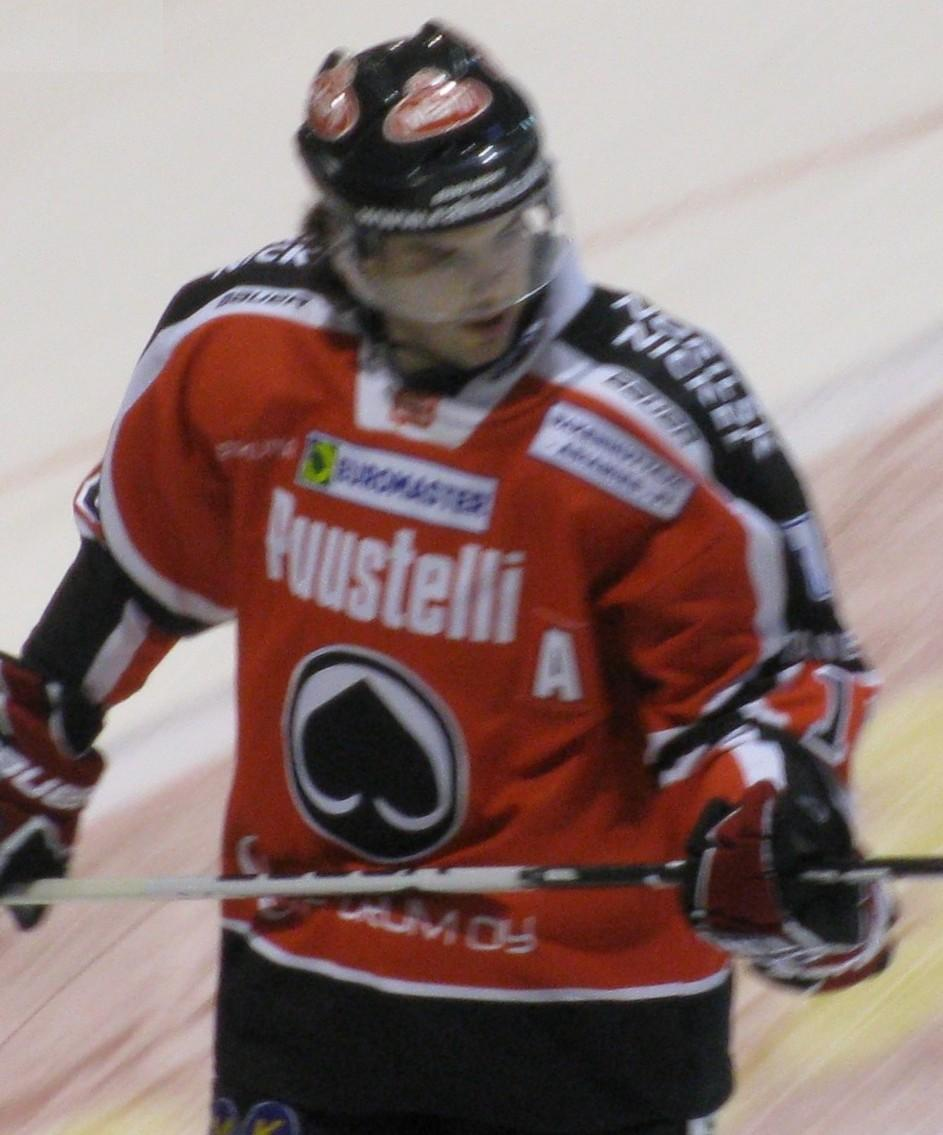
Dixon im Trikot von Porin Ässät

Stephen Dixon begann seine Karriere als Eishockeyspieler bei den Cape Breton Screaming Eagles, für die er von 2001 bis 2005 in der kanadischen Juniorenliga Ligue de hockey junior majeur du Québec (LHJMQ) aktiv war. In diesem Zeitraum wurde er im NHL Entry Draft 2003 in der siebten Runde als insgesamt 229. Spieler von den Pittsburgh Penguins ausgewählt, für die er allerdings nie spielte. Stattdessen lief der Center von 2005 bis 2007 für Pittsburghs Farmteam, die Wilkes-Barre/Scranton Penguins aus der American Hockey League (AHL), auf. Da er jedoch bei Pittsburgh zu keinem Einsatz in der National Hockey League (NHL) kam, wurde er von seinem Team am 23. Juni 2007 im Tausch gegen Tim Brent an die Anaheim Ducks abgegeben. Auch dort konnte er sich nicht durchsetzen, sodass er während der gesamten Saison 2007/08 für deren AHL-Farmteam Portland Pirates auf dem Eis stand.
Im Sommer 2008 ging Dixon erstmals nach Europa, wo er einen Vertrag beim Brynäs IF aus der schwedischen Elitserien erhielt. Dort wurde er auf Anhieb Stammspieler und in seinem zweiten Jahr Assistenzkapitän. Anschließend wurde er für die Saison 2010/11 vom russischen Klub Amur Chabarowsk aus der Kontinentalen Hockey-Liga (KHL) verpflichtet. Ab August 2011 stand er bei den Porin Ässät aus der finnischen SM-lliga unter Vertrag, ehe er den Verein im Januar 2013 verließ und von Lokomotive Jaroslawl aus der KHL bis Saisonende verpflichtet wurde. Anschließend stand der Stürmer ab Oktober 2013 beim HK Jugra Chanty-Mansijsk unter Vertrag und absolvierte 42 KHL-Partien sowie sechs Spiele im Rahmen des Nadeschda-Pokals für den Klub. Daraufhin verließ er die KHL und kehrte nach Schweden zu Luleå HF zurück. Dort erlitt er eine Verletzung und kam daher nur selten zum Einsatz. Im Dezember 2014 wurde daher an Tappara Tampere abgegeben. In der Saison 2015/16 gewann er mit Tappara die Finnische Meisterschaft; in 64 Spielen gelangen ihm dabei acht Tore und elf Vorlagen.
Nach diesem Erfolg erhielt er jedoch keinen neuen Vertrag bei Tappara und wurde im Oktober 2016 von den Grizzlys Wolfsburg aus der Deutschen Eishockey Liga (DEL) verpflichtet. Mit dem Klub wurde er einmal Vizemeister und wechselte im Sommer 2018 zu den Cardiff Devils aus der Elite Ice Hockey League (EIHL). Innerhalb der Liga wechselte er vier Jahre später zu den Glasgow Clan. Dort erhielt er die Position als spielender Assistenztrainer.

### International
Für Kanada nahm Dixon an der U18-Junioren-Weltmeisterschaft 2003 sowie den U20-Junioren-Weltmeisterschaften 2004 und 2005 teil. Bei allen drei Turnieren gewann er mit seinem Land Medaillen (2× Gold, 1× Silber). In 19 Spielen bei Junioren-Weltmeisterschaften erzielte der Kanadier drei Tore und gab fünf Vorlagen.

## Erfolge und Auszeichnungen
| - 2015 Finnischer Vizemeister mit Tappara Tampere - 2016 Finnischer Meister mit Tappara Tampere - 2017 Deutscher Vizemeister mit den Grizzlys Wolfsburg | - 2019 EIHL-Playoff-Gewinn mit den Cardiff Devils - 2022 EIHL-Playoff-Gewinn mit den Cardiff Devils |

### International
- 2003 Goldmedaille bei der U18-Junioren-Weltmeisterschaft
- 2004 Silbermedaille bei der U20-Junioren-Weltmeisterschaft
- 2005 Goldmedaille bei der U20-Junioren-Weltmeisterschaft

## Karrierestatistik
Stand: Ende der Saison 2021/22

### International
Vertrat Kanada bei:
- World U-17 Hockey Challenge 2002
- U18-Junioren-Weltmeisterschaft 2003
- U20-Junioren-Weltmeisterschaft 2004
- U20-Junioren-Weltmeisterschaft 2005

(Legende zur Spielerstatistik: Sp oder GP = absolvierte Spiele; T oder G = erzielte Tore; V oder A = erzielte Assists; Pkt oder Pts = erzielte Scorerpunkte; SM oder PIM = erhaltene Strafminuten; +/− = Plus/Minus-Bilanz; PP = erzielte Überzahltore; SH = erzielte Unterzahltore; GW = erzielte Siegtore; 1 Play-downs/Relegation; Kursiv: Statistik nicht vollständig)